# Irapuru (kommun)
Irapuru är en kommun i Brasilien.   Den ligger i delstaten São Paulo, i den södra delen av landet, 700 km sydväst om huvudstaden Brasília. Antalet invånare är 7 787.
Följande samhällen finns i Irapuru:
- Irapuru

Trakten runt Irapuru består i huvudsak av gräsmarker. Runt Irapuru är det ganska glesbefolkat, med 26 invånare per kvadratkilometer.